# スタートボタン
スタートボタンは、機器やソフトウェアなどを始動させるための押しボタン、もしくは画面上のボタン。

## 押しボタンの例
家電製品
電子レンジ、洗濯機など、一連の動作プロセスを実行する機器の始動ボタンに「スタート」とあることが多い。
ゲーム機
ファミリーコンピュータ以来の多くの家庭用コンピューターゲーム機にはスタートボタンがある。初期にはゲームのモードを選択するセレクトボタンとともに名前通りゲームスタートに使われたが、本来ゲーム操作用の方向キーおよび各種ボタンにセレクト・スタートの操作も統合された結果、スタートには必須でなくなり、その後は本来副次的な機能だった一時停止・再開やメニュー呼び出しが主な用途となっている。接点としては特別な物ではなく他のボタンと同じ扱いである。多くのゲームではゲーム中にスタートボタンを押すと一時停止をするが、単にそのゲームソフトで実装されているだけである。パンチアウト!!のファミコン版ではスタートボタンもゲームの通常操作（アッパーを打つ）として使われている。MSXではPauseボタンがありゲームが一時停止するが、こちらはCPUのクロックを本当に止めている。

## 画面上のボタンの例
Microsoft Windows（95〜7・8.1・10）
タスクバーの最初（一番左または一番上）に表示されるボタン。ここを押すとスタートメニューが表示され、各種アプリケーションが実行できるほか、再起動や終了などのメニューもここにある。「Windowsを終了するにはスタートボタンを押す」ことはしばしばインタフェースの問題点として指摘される。Windows 8で一度廃止されたが、ユーザから不評であったため、Windows 8.1で復活した。ただし、このスタートボタンはスタート画面を呼び出すためのものである。Windows 10ではスタートメニューも（スタート画面の要素を取り入れて）復活した。